# Leopold al IV-lea, Prinț de Lippe
Leopold al IV-lea, Prinț de Lippe (Leopold Julius Bernhard Adalbert Otto Karl Gustav; 30 mai 1871 – 30 decembrie 1949) a fost ultimul suveran al Principatului Lippe. A succedat la tron în 1905 și a fost la conducerea țării din 1904 ca regent.

## Primii ani
S-a născut la Oberkassel  ca fiul cel mare al lui Ernest al II-lea, Conte de Lippe-Biesterfeld și a contesei Karoline de Wartensleben. Leopold a aparținut liniei Lippe-Biesterfeld a Casei de Lippe, care era linia senior a casei princiare după linia conducătoare de Lippe-Detmold. 
A servit ca ofițer al armatei germane până în 1894, când a început să studieze științe politice la universitățile din Bonn și Berlin.